# Rajagopalan Parthasarathy
Rajagopalan Parthasarathy (6 de outubro de 1945) é um matemático insiano, especialista em teoria de representação de grupos de Lie e álgebra de Lie.
Recebeu o Prêmio Shanti Swarup Bhatnagar de Ciência e tecnologia, o prêmio de ciências mais significativo da Índia, na categoria ciências matemáticas.
Foi palestrante convidado do Congresso Internacional de Matemáticos em Varsóvia (1983).